# Абу-Кир (залив)
А́бу-Кир (Абукир, Абукирский залив; араб. أبو قير‎) — залив (бухта) Средиземного моря в Египте вблизи Нила (недалеко от Александрии). На западе акватории залива северо-восточнее города Абу-Кир находится остров Нельсон (Дисуки). В 1798 году в заливе Абу-Кир произошло Абукирское морское сражение между флотами Франции и Англии.
В конце 1960-х в заливе обнаружено месторождение природного газа.